# Youssou N’Diaye
Youssou N’Diaye (Dakar, 1932. június 20. – 2018. április 25.) szenegáli nemzetközi labdarúgó-játékvezető.

## Pályafutása

### Nemzeti játékvezetés
Az I. Liga játékvezetőjeként 1978-ban vonult vissza.

### Nemzetközi játékvezetés
A Szenegáli labdarúgó-szövetség Játékvezető Bizottsága (JB) terjesztette fel nemzetközi játékvezetőnek, a Nemzetközi Labdarúgó-szövetség (FIFA) 1969-től tartotta nyilván bírói keretében. A FIFA JB központi nyelvei közül a franciát beszéli. Több nemzetek közötti válogatott és klubmérkőzést vezetett, vagy ezeken partbíróként segített. A szenegáli nemzetközi játékvezetők rangsorában, a világbajnokság-Európa-bajnokság sorrendjében az első helyet foglalja el 2 találkozó szolgálatával. Az aktív nemzetközi játékvezetéstől 1978-ban búcsúzott.

#### Labdarúgó-világbajnokság
A világbajnoki döntőhöz vezető úton Mexikóba a IX., az 1970-es labdarúgó-világbajnokságra, Nyugat-Németországba a X., az 1974-es labdarúgó-világbajnokságra illetve Argentínába a XI., az 1978-as labdarúgó-világbajnokságra a FIFA JB bíróként alkalmazta. A FIFA JB elvárása szerint, ha nem vezetett, akkor partbíróként tevékenykedett. 1974-ben két csoportmérkőzésen (első körben valamint a 2. körben) és a bronztalálkozón volt partbíró. Az egyik csoportmérkőzésen egyes számú besorolást kapott, játékvezetői sérülés esetén továbbvezethette volna a találkozót. 1978-ban egy csoportmérkőzésen egyes számú, a 2. körben kettes számú pozícióban szolgált partbíróként. Selejtező mérkőzéseket a CAF zónában vezetett. Világbajnokságon vezetett mérkőzéseinek száma: 2 + 5 (partbíró).

##### 1970-es labdarúgó-világbajnokság

###### Selejtező mérkőzés
| Időpont         | Helyszín               | Mérkőzés típusa            | Mérkőzés      | Eredmény |
| --------------- | ---------------------- | -------------------------- | ------------- | -------- |
| 1969. május 10. | Városi Stadion, Ibadan | előselejtező (2. mérkőzés) | Nigéria–Ghána | 2 : 1    |

##### 1974-es labdarúgó-világbajnokság

###### Selejtező mérkőzés
| Időpont            | Helyszín                 | Mérkőzés típusa                | Mérkőzés                               | Eredmény | Nézők száma |
| ------------------ | ------------------------ | ------------------------------ | -------------------------------------- | -------- | ----------- |
| 1973. május 20.    | Városi Stadion, Abidjan  | harmadik forduló (1. mérkőzés) | Elefántcsontpart–Marokkó               | 1 : 1    |             |
| 1973. november 18. | Városi Stadion, Kinshasa | döntő csoport                  | Kongói Demokratikus Köztársaság–Zambia | 2 : 1    |             |

###### Világbajnoki mérkőzés
| Időpont          | Helyszín                   | Mérkőzés típusa              | Mérkőzés       | Eredmény | Nézők száma |
| ---------------- | -------------------------- | ---------------------------- | -------------- | -------- | ----------- |
| 1974. június 14. | Volkspark Stadion, Hamburg | csoportmérkőzés (1. csoport) | NDK–Ausztrália | 2 : 0    | 10 000      |

##### 1978-as labdarúgó-világbajnokság

###### Selejtező mérkőzés
| Időpont             | Helyszín                      | Mérkőzés típusa                    | Mérkőzés                 | Eredmény | Nézők száma |
| ------------------- | ----------------------------- | ---------------------------------- | ------------------------ | -------- | ----------- |
| 1976. szeptember 4. | Központi Stadion, Ouagadougou | 1. forduló (1. mérkőzés)           | Ghána–Elefántcsontpart   | 1 : 1    |             |
| 1977. január 16.    | Központi Stadion, Lomé        | 1. forduló (3. mérkőzés/rájátszás) | Guinea–Ghána             | 2 : 0    |             |
| 1977. július 25.    | Városi Stadion, Bouaké        | 3. forduló (2. mérkőzés)           | Elefántcsontpart–Nigéria | 0 : 3    |             |

###### Világbajnoki mérkőzés
| Időpont         | Helyszín                          | Mérkőzés típusa              | Mérkőzés    | Eredmény | Nézők száma |
| --------------- | --------------------------------- | ---------------------------- | ----------- | -------- | ----------- |
| 1978. június 7. | Chateau Carreras Stadion, Córdoba | csoportmérkőzés (4. csoport) | Skócia–Irán | 1 : 1    | 7 938       |

#### Afrikai nemzetek kupája
Egyiptom a 9., az 1974-es afrikai nemzetek kupája, Etiópia a 10., az 1976-os afrikai nemzetek kupája, valamint Ghána rendezte a 11., az 1978-as afrikai nemzetek kupája labdarúgó tornát, ahol a CAF JB játékvezetőként foglalkoztatta.

##### 1974-es afrikai nemzetek kupája

###### Afrikai Nemzetek Kupája mérkőzés
| Időpont          | Helyszín                  | Mérkőzés típusa              | Mérkőzés        | Eredmény |
| ---------------- | ------------------------- | ---------------------------- | --------------- | -------- |
| 1974. március 1. | Nemzetközi Stadion, Kairó | csoportmérkőzés (A. csoport) | Egyiptom–Uganda | 2 : 1    |

##### 1976-os afrikai nemzetek kupája

###### Afrikai Nemzetek Kupája mérkőzés
| Időpont           | Helyszín                       | Mérkőzés típusa              | Mérkőzés        | Eredmény |
| ----------------- | ------------------------------ | ---------------------------- | --------------- | -------- |
| 1976. február 29. | Központi Stadion, Addisz-Abeba | csoportmérkőzés (A. csoport) | Egyiptom–Guinea | 1 : 1    |
| 1976. március 11. | Központi Stadion, Addisz-Abeba | döntő csoport                | Marokkó–Nigéria | 2 : 1    |

##### 1978-as afrikai nemzetek kupája

###### Afrikai Nemzetek Kupája mérkőzés
| Időpont          | Helyszín               | Mérkőzés típusa              | Mérkőzés      | Eredmény | Nézők száma |
| ---------------- | ---------------------- | ---------------------------- | ------------- | -------- | ----------- |
| 1978. március 9. | Városi Stadion, Kumasi | csoportmérkőzés (B. csoport) | Marokkó–Kongó | 1 : 0    | 50 000      |

## Szakmai sikerek
1982-ben a nemzetközi játékvezetés hírnevének erősítése, hazájában 10 éve a legmagasabb Ligában (osztályban) folyamatosan tevékenykedő, eredményes pályafutása elismeréseként, a FIFA JB felterjesztésére az 1965-ben alapított International Referee Special Award címmel és oklevéllel tüntette ki.